# Амарал, Пауло
Пауло Лима Амарал (порт. Paulo Lima Amaral; 18 октября 1923, Рио-де-Жанейро — 1 мая 2008, Рио-де-Жанейро) — бразильский футболист и тренер. Первый тренер в истории футбола Бразилии и сборной Бразилии, специально занятый физической подготовкой игроков.

## Карьера
Пауло Амарал начал свою карьеру в клубе «Фламенго», правда большую часть времени в клубе он выступал за резерв команды, дебютировав в основном составе лишь 28 марта 1943 года в матче против клуба «Васко да Гама», следующий выход на поле Амаралу пришлось целый почти год, он появился 1 апреля 1944 года против «Америки», это был один из двух матчей, сыгранных в том сезоне. В 1945 году Амарал выходил на поле значительно чаще — он провёл на поле 12 матчей и даже забил один мяч в ворота «Американо», но через год Амарал вновь выходил редко, сыграл лишь 3 матча и ушёл в клуб «Ботафого», в котором завершил карьеру в 1948 году. Играя в составе «Ботафого», Амарал одновременно получал образование в области физической культуры.
В 1953 году Силвио Пирилло, главный тренер «Ботафого», пригласил Амарала в штаб команды, чтобы тот отвечал за физическое состояние игроков. В 1958 году Амарал вошёл в тренерский штаб сборной Бразилии, в той же роли, которую исполнял в «Ботафого» — отвечать за физическое состояние игроков, особенно за Гарринчу, оптимальное физическое состояние которого было необходимо команде на чемпионате мира. Амарал проработал в сборной до 1959 года, уйдя из штаба команды после чемпионата Южной Америки.
В 1960 году Амарал возглавил свой бывший клуб «Ботафого», но проработав там год ушёл в «Васко да Гама», но и там не задержался, зато поехал в составе штаба национальной команды на чемпионат мира в Чили, где бразильцы защитили свой титул. При этом, Пауло обвинялся общественностью в том, что он усугубил травму Пеле, давая слишком серьёзные нагрузки для и так травмированного футболиста. После чемпионата мира Амарал отправился в составе сборной в турне по Европе. Там он решил и остаться: на автобусе он уехал в Италию, где возглавил туринский «Ювентус» на протяжении двух сезонов и 46 матчей (из них клуб выиграл 28, 9 свёл вничью и 9 проиграл) с которым Амарал последовательно занял 2-е и 5-е места в чемпионате страны. В 1964 году Амарал вернулся в Бразилию, там он возглавил «Коринтианс», проработав с командой 28 матчей, а потом вновь уехал в Италию, там он работал с «Дженоа», с которым занял 16-е место и вылетел в серию B, после чего был уволен.
После «Дженоа» Амарал вернулся в Бразилию работать с клубом «Атлетико Минейро», но очень неудачно: за 2 месяца с 20 января по 16 марта клуб провёл 12 матчей и из них выиграл один, два свёл вничью и 9 проиграл. Затем специалист вновь стал тренером по физподготовке сборной, но на чемпионате мира в Англии сборная выступила неудачно и весь тренерский штаб был уволен. Затем Амарал работал с клубом «Баия» и «Флуминенсе», с которым выиграл свой единственный в жизни трофей — Серебряный кубок победителя турнира Роберто Гомеса Педросы, но проиграв Кубок Гуанабара принципиальному сопернику «Фламенго», тренер был уволен.
После этого Амарал работал с клубами «Порту», «Америка», «Гуарани» и «Ремо». В 1978 году сорвался его переход в клуб «Аль-Хиляль», когда из двух контрактов на английском и арабском оказался подписанным лишь второй вариант.
Пауло Амарал умер 1 мая 2008 года в Рио-де-Жанейро

## Достижения
- Чемпион штата Баия: 1967
- Победитель турнира Роберто Гомеса Педрозы: 1970